# Большая скуловая мышца
Большая скуловая мышца (лат. Musculus zygomaticus major) начинается от наружной поверхности скуловой кости. Часть мышечных пучков является продолжением круговой мышцы глаза. Направляясь вниз и медиально, скуловая мышца вплетается в круговую мышцу рта и кожу угла рта.

## Функция
Оттягивает угол рта кверху и латерально, причём носогубная складка сильно углубляется. При таком действии мышцы лицо становится смеющимся, поэтому большая скуловая мышца является по преимуществу мышцей смеха.